# Les Enfoirés à côté de vous
 (février 2021).
Albums de Les Enfoirés
Le Pari(s) des Enfoirés
(2020) Un air d'Enfoirés
(2022)
Les Enfoirés « À côté de toi » est le 31e album des Enfoirés, enregistré du 14 au 17 janvier 2021 à la Halle Tony-Garnier de Lyon. Ce spectacle a été enregistré sans public en raison de la pandémie de Covid-19.

## Hymne
L'hymne de l'édition 2021 est intitulé Maintenant. Il est écrit et composé par Slimane. La chanson est diffusée pour la première fois le 8 janvier 2021.

## Diffusion
Le concert est diffusé le 5 mars 2021 à 21 h 5 sur TF1 et en simultané sur France Bleu.

### Audience
Les Enfoirés à côté de vous a fédéré 8 130 000 téléspectateurs sur l'ensemble du programme, avec 9 250 000 téléspectateurs en première partie, jusqu'à 22 h 52, et 7 100 000 téléspectateurs en seconde partie, jusqu'à 23 h 49.

## Artistes
41 artistes participent à ces concerts :
- Ary Abittan
- Kev Adams (première participation)
- Amir
- Jean-Louis Aubert
- La Bande à Fifi (Julien Arruti, Tarek Boudali, Élodie Fontan, Philippe Lacheau)
- Amel Bent
- Black M
- Patrick Bruel
- Carla Bruni
- Nicolas Canteloup
- Claudio Capéo
- Sébastien Chabal
- Patrick Fiori
- Marie-Agnès Gillot
- Michael Jones
- Claire Keim
- Michèle Laroque
- Nolwenn Leroy
- Christophe Maé
- Mimie Mathy
- Kad Merad
- Isabelle Nanty
- Florent Pagny
- Pierre Palmade
- Lorie Pester
- Alice Pol
- Inès Reg
- Rébecca (première participation)
- Slimane
- Soprano
- Alice Taglioni (première participation)
- Vianney (première participation)
- Vitaa
- Christophe Willem
- Michaël Youn
- Zaz
- Zazie

## Liste des titres
La liste des titres est reprise dans l'ordre de diffusion de la soirée du 5 mars 2021 sur TF1 :
1. S'il suffisait d'aimer (Céline Dion) : Les Enfoirés
2. Et maintenant (Gilbert Bécaud) : Les Enfoirés
3. J'envoie valser (Zazie) : Carla Bruni, Christophe Maé, Nolwenn Leroy, Florent Pagny
4. Medley Lettre à France
  1. Lettre à France (Michel Polnareff) : Amir, Patrick Bruel, Slimane, Soprano
  2. Est-ce que tu m'aimes ? (Gims) : Kev Adams, Black M, Claudio Capéo, Kad Merad
  3. Paris-Seychelles (Julien Doré) : Jean-Louis Aubert, Claire Keim, Christophe Willem, Zazie
5. I Say a Little Prayer (Aretha Franklin) : Amel Bent, Slimane
6. Si demain... (Turn Around) (Bonnie Tyler et Kareen Antonn) : Amel Bent, Patrick Fiori, Kad Merad, Vitaa
7. À nos souvenirs (Trois Cafés gourmands) : Amel Bent, Patrick Bruel, Michèle Laroque, Mimie Mathy, Vianney
8. Les Filles d'aujourd'hui (Vianney et Joyce Jonathan) : Claudio Capéo, Nolwenn Leroy, Christophe Willem, Carla Bruni
9. She's a Lady (Tom Jones) : Amir, Jean-Louis Aubert, Claudio Capéo, Florent Pagny
10. Les Paradis perdus (Christophe) : Jean-Louis Aubert, Christophe Maé, Zaz, Zazie
11. Medley Uptown Funk
  1. Uptown Funk (Mark Ronson et Bruno Mars) : Vitaa, Christophe Willem, Michaël Youn
  2. Jerusalema (Nomcebo Zikode) : Ary Abittan, Philippe Lacheau, Soprano
12. Dis-lui (Mike Brant) : Patrick Bruel, Christophe Maé, Florent Pagny, Claire Keim, Alice Pol, Amel Bent
13. J'y vais (Patrick Fiori et Florent Pagny) : Claire Keim, Lorie Pester, Vitaa, Zaz
14. Des hommes pareils (Francis Cabrel) : Patrick Fiori, Christophe Maé, Zazie, Les Enfoirés
15. Medley Tous les garçons et les filles
  1. Confessions nocturnes (Vitaa et Diam's) : Inès Reg et Isabelle Nanty
  2. À toutes les filles... (Didier Barbelivien et Félix Gray) : Soprano et Nicolas Canteloup
  3. Désir, désir (Laurent Voulzy et Véronique Jannot) : Tarek Boudali et Michèle Laroque
  4. Tombé (M. Pokora) : Lorie Pester et Michaël Youn
16. Après toi (Christophe Willem) : Jean-Louis Aubert, Patrick Fiori, Soprano, Vianney
17. Medley Docteur Love
  1. La Maladie d'amour (Michel Sardou) : Mimie Mathy, Ary Abittan, Amir, Black M, Slimane
  2. Femme Like U (K. Maro) : Ary Abittan, Amir, Black M, Slimane, Lorie Pester, Nolwenn Leroy, Marie-Agnès Gillot, Amel Bent
18. Maintenant (Les Enfoirés) : Les Enfoirés
19. La Chanson des Restos (Les Enfoirés) : Les Enfoirés

## Classements hebdomadaires
| Classement (2021)            | Meilleure place |
| ---------------------------- | --------------- |
| Belgique (Flandre Ultratop)  | 32              |
| Belgique (Wallonie Ultratop) | 1               |
| France (SNEP)                | 1               |
| Suisse (Schweizer Hitparade) | 1               |

## Certifications
| Pays          | Certification | Unités certifiées |
| ------------- | ------------- | ----------------- |
| France (SNEP) | 3 × Platine   | 300 000           |